# Palmital (kommun i Brasilien, Paraná)
Palmital är en kommun i Brasilien.   Den ligger i delstaten Paraná, i den södra delen av landet, 1 100 km söder om huvudstaden Brasília. Antalet invånare är 14 870.
Omgivningarna runt Palmital är en mosaik av jordbruksmark och naturlig växtlighet. Runt Palmital är det glesbefolkat, med 19 invånare per kvadratkilometer.